# Fante
El fante (o fanti) és un dels tres dialectes literaris de la llengua àkan, juntament amb el twi i l'akuapem twi. És la llengua local més parlada de la zona central i occidental de Ghana i és parlat en poblacions del centre del sud de Ghana. També hi ha comunitats fantes a la regió Aixanti.
El fante és la llengua de comunicació de molts dels regnes fantes, cadascun dels quals té el seu propi subdialecte: Agona, Anomabo, ABura, Gomua, Oguaa i Ahanta. La majoria dels fantes són bilingües. Entre els parlants de fante més destacats hi ha el Dr. Kwame Nkrumah, John Atta Mills, Maya Angelou, Peter Tukson i Kofi Annan.
Destaca dels fantes la seva tolerància amb l'anglès, llengua de la qual han fet importacions lingüístiques. El seu codi al glottolog és fant1241.

## Geolingüística i etnologia
Els fantes són els membres del grup humà que parlen el dialecte fante.
L'estat a on viuen la majoria és Ghana, però també n'existeixen minories a Costa d'Ivori i Libèria.
- Ghana - 3.233.000 fantes.
- Costa d'Ivori - 21.000 fantes.
- Libèria - 33.000 fantes

### Fantes a Ghana
Segons el peoplegroups, la majoria del territori fante està situat a la regió Central i hi ha petites porcions del seu territori a les regions que l'envolten com la regió Aixanti. Segons el joshuaproject, el 62% dels fantes són cristians i el 38% són musulmans.

### Fantes a Costa d'Ivori
El territori fante de Costa d'Ivori està situat als voltants de la ciutat d'Abengourou, al nord de la regió de Comoé Meridional.

### Fantes a Libèria
Segons el peoplegroups, els 45.000 fantes liberians viuen a Monròvia i els seus voltants.

## Alfabet
El fante utilitza l'alfabet llatí en l'escriptura.
El 1990, l'Oficina de les Llengües de Ghana va editar una ortografia del fante.
| Alfabet fanti | Alfabet fanti | Alfabet fanti | Alfabet fanti | Alfabet fanti | Alfabet fanti | Alfabet fanti | Alfabet fanti | Alfabet fanti | Alfabet fanti | Alfabet fanti | Alfabet fanti | Alfabet fanti | Alfabet fanti | Alfabet fanti | Alfabet fanti | Alfabet fanti | Alfabet fanti | Alfabet fanti | Alfabet fanti | Alfabet fanti | Alfabet fanti | Alfabet fanti |
| ------------- | ------------- | ------------- | ------------- | ------------- | ------------- | ------------- | ------------- | ------------- | ------------- | ------------- | ------------- | ------------- | ------------- | ------------- | ------------- | ------------- | ------------- | ------------- | ------------- | ------------- | ------------- | ------------- |
| A             | B             | D             | Ɛ             | E             | F             | G             | H             | I             | K             | L             | M             | N             | Ɔ             | O             | P             | R             | S             | T             | U             | W             | Y             | Z             |
| a             | b             | d             | ɛ             | e             | f             | g             | h             | i             | k             | l             | m             | n             | ɔ             | o             | p             | r             | s             | t             | u             | w             | y             | z             |

## Números en fante
Comptar en Fante

| Número  | Nkanee    |
| ------- | --------- |
| 1       | Kor       |
| 2       | Ebien     |
| 3       | Ebiasa    |
| 4       | Anan      |
| 5       | Anum      |
| 6       | Esia      |
| 7       | Esuon     |
| 8       | Awɔtwe    |
| 9       | Akrɔn     |
| 10      | Du        |
|         |           |
| 11      | Dubiako   |
| 12      | Duebien   |
| 13      | Duebiasa  |
| 14      | Duanan    |
| 15      | Duenum    |
| 16      | Duesia    |
| 17      | Duesuon   |
| 19      | Duakron   |
|         |           |
| 20      | Eduonu    |
| 30      | Eduasa    |
| 40      | Eduanan   |
| 50      | Eduonum   |
| 60      | Eduosia   |
| 70      | Eduosuon  |
| 80      | Eduowɔtwe |
| 90      | Eduokrɔn  |
|         |           |
| 100     | Ɔha       |
| 200     | Ahaebien  |
| 300     | Ahaebiasa |
| 400     | Ahaanan   |
| 500     | Ahaenum   |
| 600     | Ahaesia   |
| 700     | Ahaesuon  |
| 800     | Ahaawɔtwe |
| 900     | Ahaakrɔn  |
|         |           |
| 1000    | Apem      |
| 2000    | Mpemebien |
| 10000   | Mpemdu    |
| 1000000 | Ɔpepem    |